# توشیو گوتو
توشیو گوتو (انگلیسی: Toshio Gotō؛ زادهٔ ۶ نوامبر ۱۹۳۸) کارگردان فیلم اهل ژاپن است.